# Kalanchoe prolifera
Kalanchoe prolifera és una espècie de planta suculenta del gènere Kalanchoe, de la família de les Crassulaceae.

## Descripció
Destacada per diversos aspectes, Kalanchoe prolifera és una suculenta gegant de creixement ràpid, procedent de l'illa de Madagascar, llar de moltes curiositats, sense ser-ne una excepció. Forma el que sembla un tronc verd i anellat, amb unes robustes fulles amb forma de peix de goma, de vora color granat, suculentes i rígidament disposades a la part superior. Fulles que recorden a Kalanchoe x houghtonii, però generalment sense els petits propàguls al llarg dels marges de les fulles. A ple sol es colorarà de rosa/vermell. La inflorescència terminal de flors grogues, que surten d'una estranya bràctea de quatre cares penjant, dona a la planta el nom comú de Blooming Boxes (Caixes Florides).
És una herba suculenta perenne o biennal, arbustiva, erecta, de fins a 3-4 m d'alçada, però normalment, abans d'arribar a aquesta alçada, cau i continua creixent al llarg del terra, tornant a corbar-se lentament, la tija també pot fer créixer arrels on ha caigut, d'aquesta manera es torna invasora. Els propàguls es formen al llarg de la inflorescència després que les flors es panseixen, caient aviat a terra i arrelant. Les plantes també es propaguen per estolons subterranis. És una espècie monocàrpica, però de vegades passa que el peu manté alguns cabdells vius i dona lloc a una nova planta l'any següent.
Les tiges són gruixudes, gairebé llenyoses per sota, gomoses i ceroses per sobre, erectes o ascendents, simples, teretes, glabres, que emeten brots estèrils a la base.
Les fulles són grans, decussades (en parells oposats), peciolades, robustes, molt carnoses, gomoses, impari-dividides (semblants a les espines del peix), rarament indivises, glabres, de color verd a verd blau, rígidament classificades als troncs erectes. Segments de 7 a 15 cm de llarg i d'1,5 a 5 cm d'ample, oblongs, ovats–oblongs o oblongs–lanceolats, asimètrics i decurrents a la base, crenats o de nou pinnatisectes, obtusos a l'àpex. pecíol de fins a 16 cm de llargada, bastant eixamplat a la base, amplexicaule. Les fulles poden portar propàguls al llarg dels seus marges.
Les inflorescències (cimes) en forma de canelobre. Cimes disposades en una panícula terminal de 40 a 80 cm d'alçada i de 20 a 40 cm d'amplada, sovint amb nombroses flors avortants substituïdes per pseudo-propàguls de fulles molt petites. Pedicels de 8 a 15 mm de llarg, molt prims, densament papil·losos (papil·les curtes, obtuses). Tiges florides amb grans cabdells verds en forma de caixa que s'obren per revelar les flors.
Les flors són pèndules, en forma de campana de color groc verdós amb puntes de color rosa. Calze inflat – subcampanulat, de 4 angles, de color verd, poc papil·lós; tub de 13 a 16 mm de llarg. Lòbuls de 3,5 a 4 mm de llarg i de 5,5 a 7 mm d'ample, semiorbiculars, poc acuminats–cuspidats. Tub de corol·la de 18 a 24 mm. llarg, restringit per sobre dels carpels, suburceolat cap amunt, verd. Lòbuls de corol·la- de 2,5 a 3,5 mm de llarg i 3 a 4 mm d'ample, subovats, sobtadament acuminats–cuspidats, estesos, de color groc. Estams inserits per sota de la meitat del tub de la corol·la, clarament sobresortint. Anteres de 2 a 2,5 de llarg i d'1,5 mm d'amplada, ovades. Carpels de 7 a 8 mm de llarg, connats a la base. Estils de 17 a 20 mm de llarg. Escates d'1,5 a 2,5 mm, semicirculars, emarginades.

## Distribució
Planta endèmica de Madagascar.

## Taxonomia
Kalanchoe prolifera va ser descrita per Raymond-Hamet (Raym.-Hamet) i publicada al Bulletin de l'Herbier Boissier. Ser. II. viii. 19. 1907.

### Etimologia
Kalanchoe: nom genèric que deriva de la paraula cantonesa "Kalan Chauhuy", 伽藍菜 que significa 'allò que cau i creix'.
prolifera: epítet de les paraules llatines proles = 'descendència' i fero = 'portar'.

### Sinonímia
- Bryophyllum proliferum Bowie ex Hook.